# Marcus Baggesen
Marcus Baggesen, né le 17 juillet 2003 à Hjørring au Danemark, est un footballeur danois qui évolue au poste d'arrière gauche à l'IFK Norrköping.

## Biographie

### En club
Né à Hjørring au Danemark, Marcus Baggesen commence le football avec le club de sa ville natale, le FC Hjørring avant de rejoindre le Silkeborg IF, où il poursuit sa formation.
Le 28 janvier 2023, Marcus Baggesen rejoint la Suède afin de s'engager en faveur de l'IFK Norrköping. Il signe un contrat courant jusqu'en décembre 2026,.
C'est avec ce club qu'il fait ses débuts en professionnels, le 19 février 2023 à l'occasion d'une rencontre de coupe de Suède, contre le GAIS. Il est titularisé et son équipe s'impose sur le score de un but à zéro,.
Baggesen fait sa première apparition dans l'Allsvenskan le 2 avril 2023, lors de la première journée de la saison 2023, contre l'IK Sirius. Il est directement titularisé et les deux équipes se neutralisent (1-1 score final). Il se fait remarquer dès son deuxième match 10 avril suivant en délivrant une passe décisive pour Christoffer Nyman sur l'ouverture du score de son équipe, contre l'AIK Solna. L'IFK Norrköping l'emporte par trois buts à zéro ce jour-là.